# Dynamická geologie
Dynamická geologie je vědní obor, zabývající se dynamickými změnami zemské kůry na povrchu i pod ním a zkoumá jejich příčiny a důsledky. Věnuje se studiu endogenních a exogenních geologických procesů, ale studium některých z nich se vyvinul do nezávislých větví geologie (tektonika, vulkanologie, seismologie, geomorfologie a další). Průkopníky této vědy byly práce C. Lyella, E. Suesse a dalších

## Endogenní geologie
- zabývá se ději pod povrchem, které mohou mít efekt na povrchu (vulkanická činnost, zemětřesení apod.). Tyto jevy jednotlivě zkoumají specializované obory jako vulkanologie, či seismologie. Tyto jevy berou energii pro svůj průběh ze zemského jádra a obecně se dá říci, že zvyšují členitost zemského povrchu. Příklady viz obrázky pod testem.

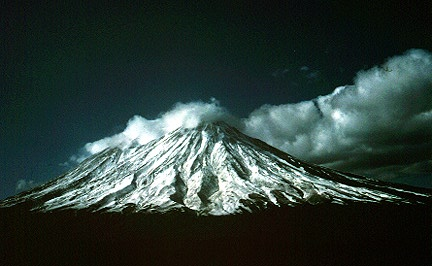
Vulkán (Koryaksky)
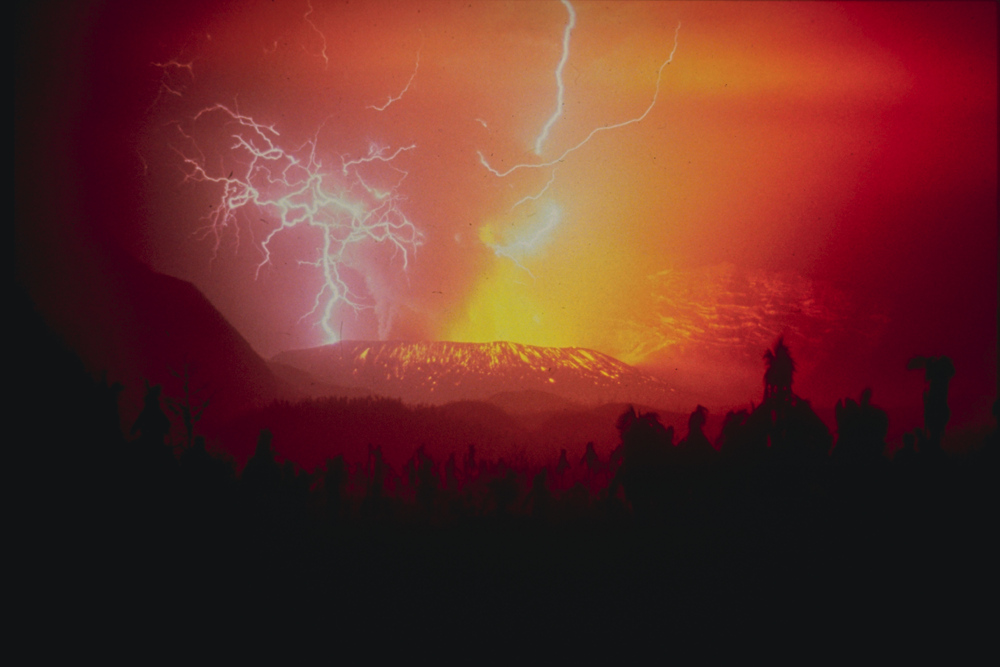
Výbuch sopky
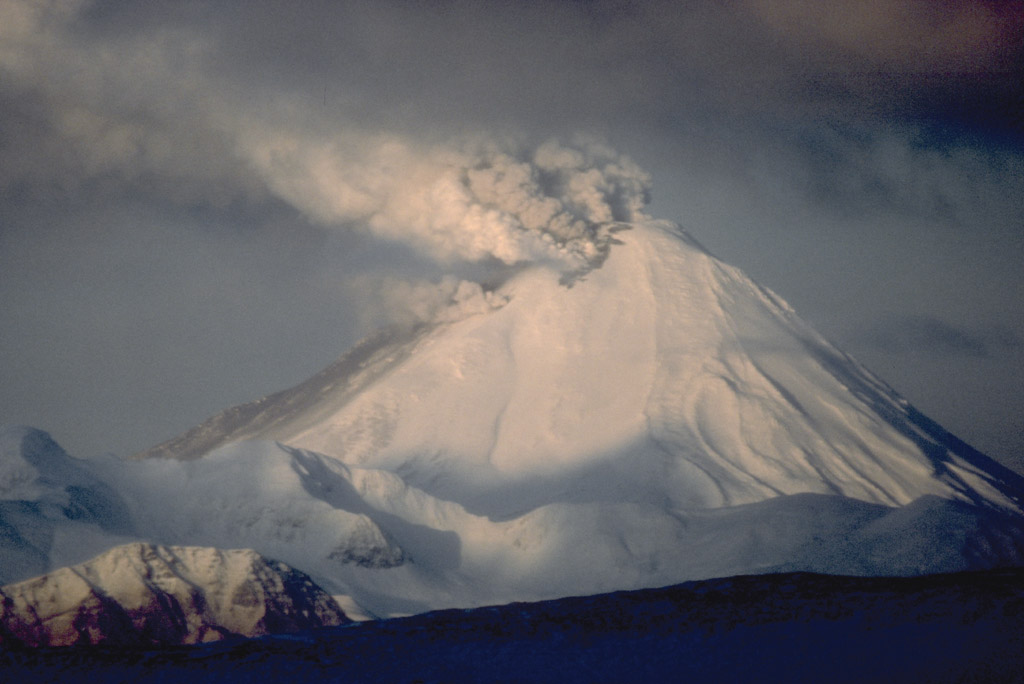
Mount Canaga
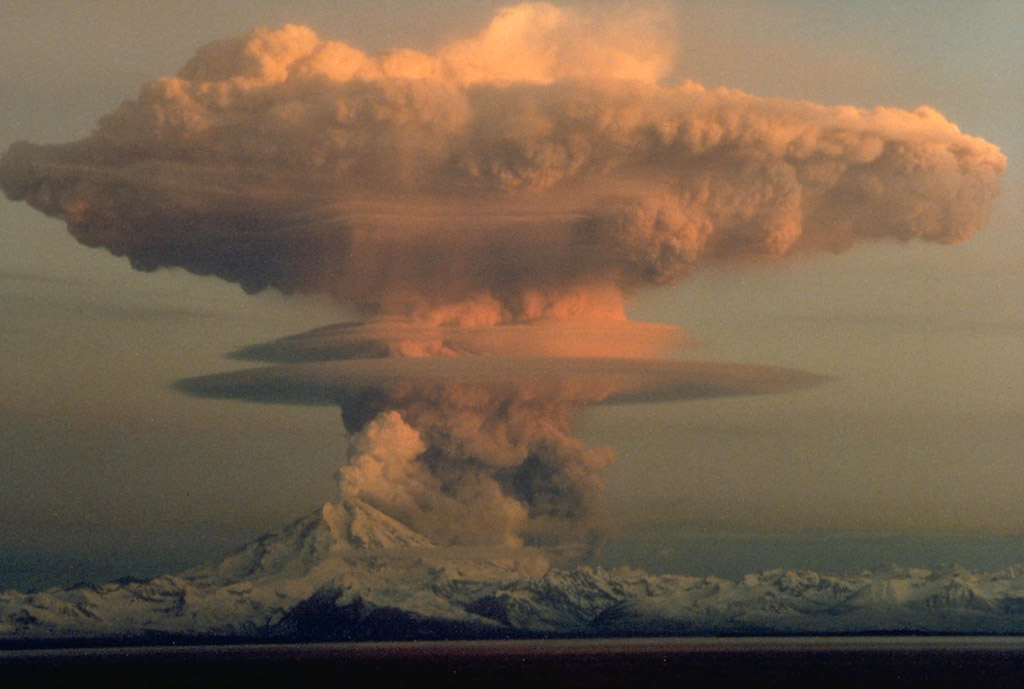
Erupce Mount redoubt

## Exogenní geologie

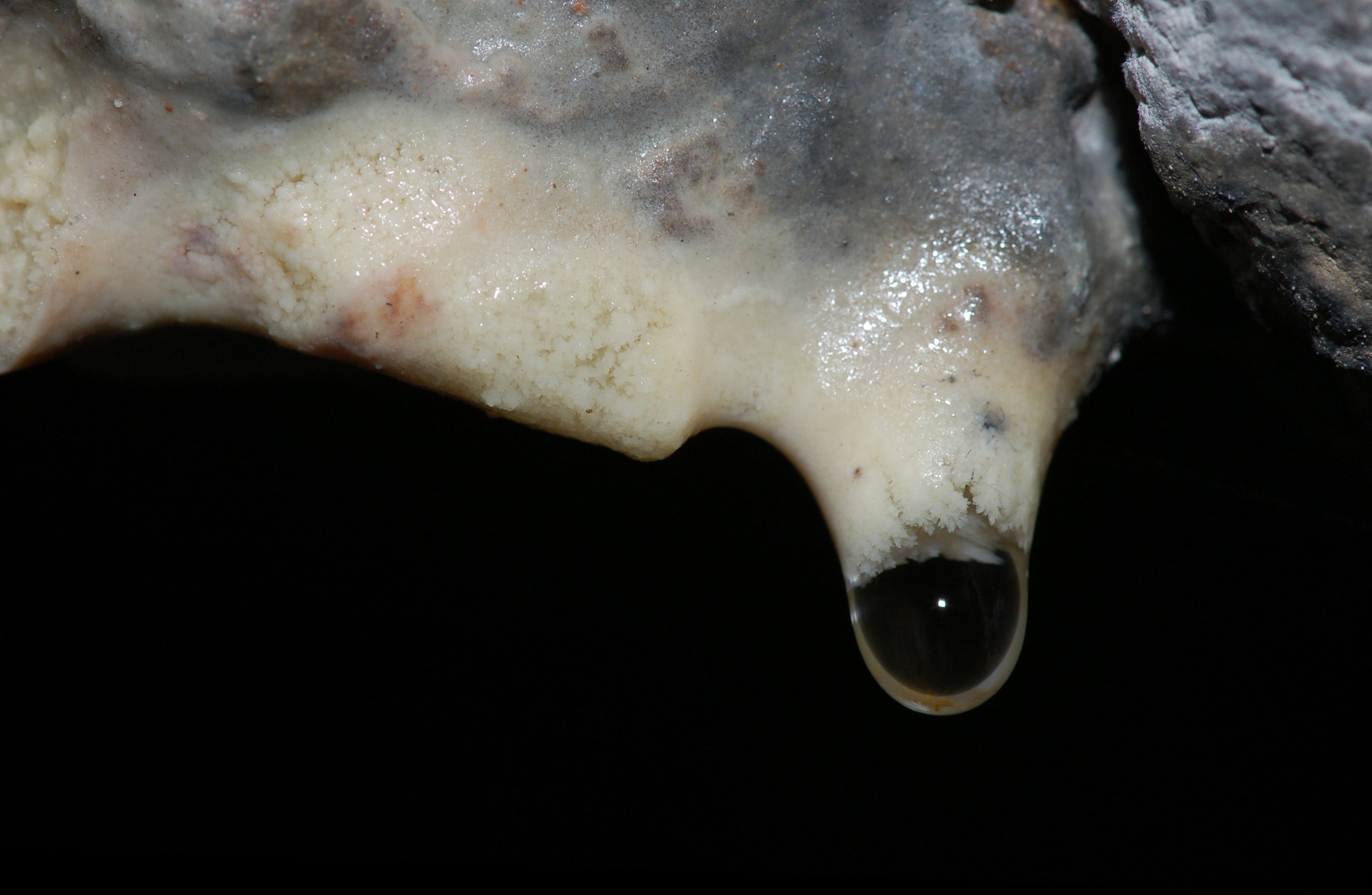
zabývá se jevy, které probíhají na zemském povrchu a berou si ke své činnosti energii z jiných zdrojů, než je zemské jádro (př. sluneční záření). Tyto jevy obecně snižují členitost zemského povrchu. Jedná se například o působení teplotních rozdílů, činnost vody (koryta řek, krasové jevy apod.), ledovců, nebo větru (zvětrávání skal apod.). Příklady viz obrázky pod testem.
- Krasová činnost
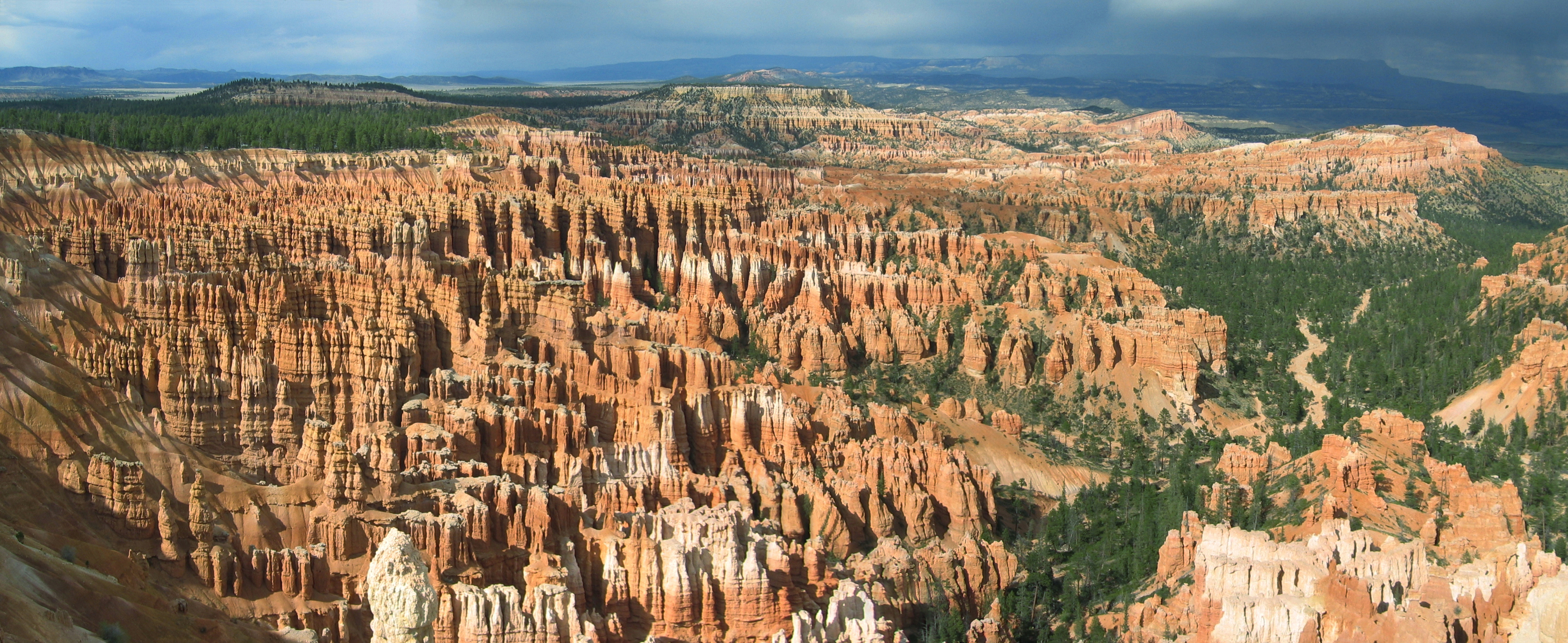
Kaňon Bryce
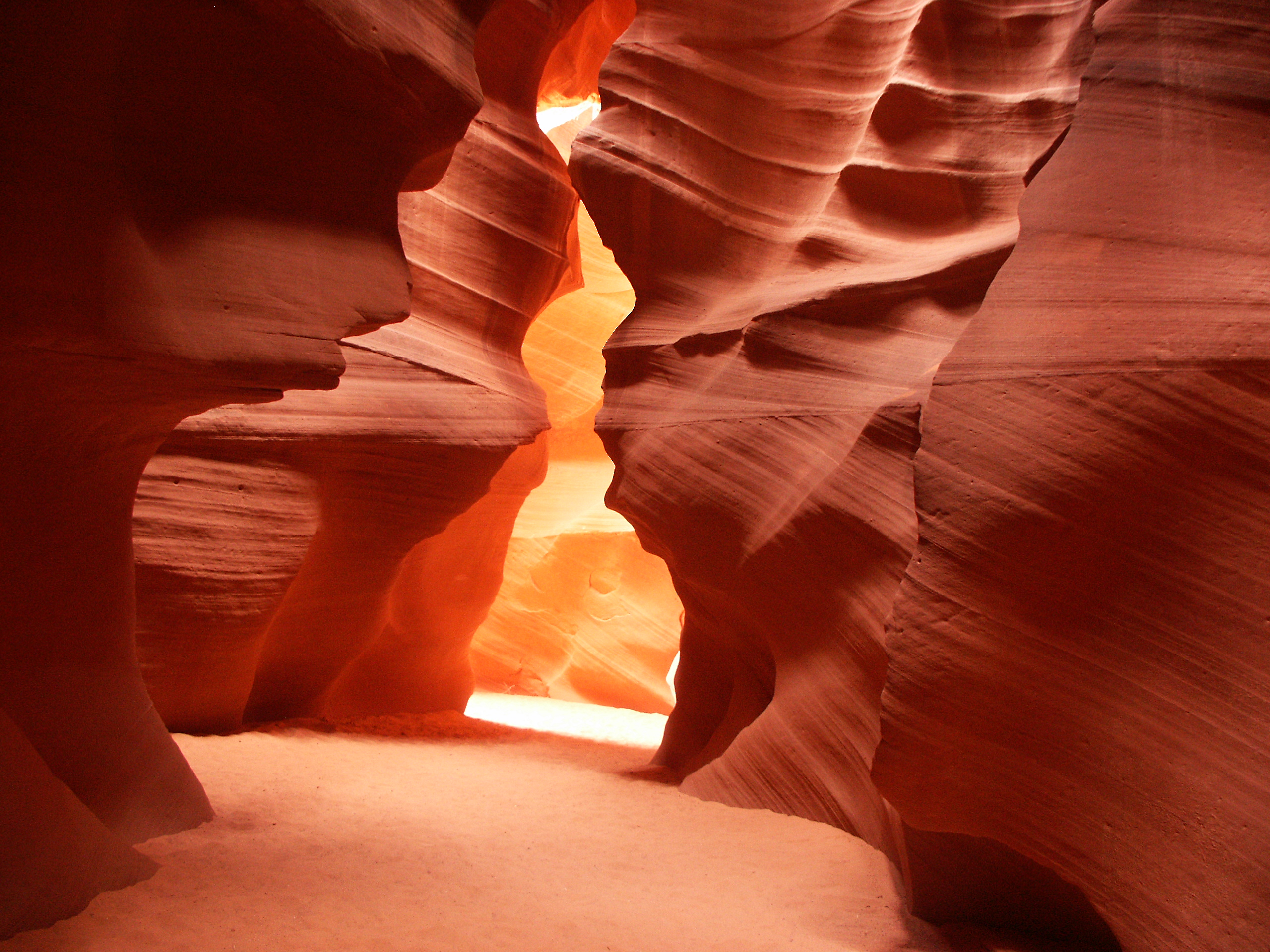
Antilopí kaňon